# Medakamo hakoo
Die Mikroalge Medakamo hakoo ist die kleinste Süßwasseralge der Welt. Sie wurde von Forschern der Universität Tokio in einem Heimaquarium entdeckt. 

## Merkmale
Die Zellen dieser Alge sind nur etwa einen Mikrometer groß und enthalten nur ein Mitochondrium und einen Chloroplasten, was für Pflanzen ungewöhnlich ist. Die Desoxyribonukleinsäure (DNA) der Medakamo hakoo ist 15,8 Millionen Basenpaare lang und damit kürzer als bei allen bisher bekannten Süßwasseralgen. Dennoch betreibt diese Mikroalge eine effiziente Photosynthese.
Zellen der Medakamo hakoo können nützliche Substanzen, einschließlich Stärke und Lipide, ansammeln, wodurch die Mikroalge für die Bioproduktion sehr gut geeignet ist. Mikroalgen wie die Medakamo hakoo sind die Basis der aquatischen Nahrungsketten und tragen zur Sauerstoffproduktion und zum Gashaushalt von Gewässern, Meeren und Atmosphäre bei. Außerdem können Mikroalgen durch ihre Photosynthese Kohlenstoffdioxid absorbieren und helfen damit gegen die globale Erwärmung. Trotz ihrer wichtigen Rolle ist jedoch weniger als ein Drittel aller Mikroalgenarten bekannt.
Durch DNA-Analysen ist bekannt, dass dieser Alge Gene für die Kernhülle der Zelle, für die Bildung von Phytochrom und für die Histonverpackung der DNA fehlen. Die extrem einfache Zellstruktur und das kleine Genom der Medakamo hakoo weisen darauf hin, dass die Mikroalge Medakamo hakoo weniger komplex ist als andere Algen.

## Nachweise
- Shoichi Kato, Osami Misumi, Shinichiro Maruyama, Hisayoshi Nozaki, Yayoi Tsujimoto-Inui, Mari Takusagawa, Shigekatsu Suzuki, Keiko Kuwata, Saki Noda, Nanami Ito, Yoji Okabe, Takuya Sakamoto, Fumi Yagisawa, Tomoko M. Matsunaga, Yoshikatsu Matsubayashi, Haruyo Yamaguchi, Masanobu Kawachi, Haruko Kuroiwa, Tsuneyoshi Kuroiwa, Sachihiro Matsunaga: Genomic analysis of an ultrasmall freshwater green alga, Medakamo hakoo. In: Communications Biology. Band 6, Nr. 1, 23. Januar 2023, ISSN 2399-3642, S. 89, doi:10.1038/s42003-022-04367-9, PMID 36690657, PMC 9871001 (freier Volltext) – (nature.com [abgerufen am 30. Januar 2023]).
- Nadja Podbregar: Kleinste Süßwasseralge der Welt identifiziert. 30. Januar 2023, abgerufen am 30. Januar 2023 (deutsch).
- Smallest known freshwater green algae, Medakamo hakoo, discovered. 30. Januar 2023, abgerufen am 30. Januar 2023 (englisch).